# Llista d'asteroides/103701–103800
| Nom                    | Designació provisional | Data de descobriment | Lloc de descobriment | Descobridor/s          |
| ---------------------- | ---------------------- | -------------------- | -------------------- | ---------------------- |
| 103701 -               | 2000 CL78              | 7 de febrer, 2000    | Kitt Peak            | Spacewatch             |
| 103702 -               | 2000 CZ78              | 8 de febrer, 2000    | Kitt Peak            | Spacewatch             |
| 103703 -               | 2000 CZ81              | 4 de febrer, 2000    | Socorro              | LINEAR                 |
| 103704 -               | 2000 CH82              | 4 de febrer, 2000    | Socorro              | LINEAR                 |
| 103705 -               | 2000 CW82              | 4 de febrer, 2000    | Socorro              | LINEAR                 |
| 103706 -               | 2000 CS83              | 4 de febrer, 2000    | Socorro              | LINEAR                 |
| 103707 -               | 2000 CW83              | 4 de febrer, 2000    | Socorro              | LINEAR                 |
| 103708 -               | 2000 CD84              | 4 de febrer, 2000    | Socorro              | LINEAR                 |
| 103709 -               | 2000 CF84              | 4 de febrer, 2000    | Socorro              | LINEAR                 |
| 103710 -               | 2000 CT86              | 4 de febrer, 2000    | Socorro              | LINEAR                 |
| 103711 -               | 2000 CV86              | 4 de febrer, 2000    | Socorro              | LINEAR                 |
| 103712 -               | 2000 CP87              | 4 de febrer, 2000    | Socorro              | LINEAR                 |
| 103713 -               | 2000 CZ87              | 4 de febrer, 2000    | Socorro              | LINEAR                 |
| 103714 -               | 2000 CO89              | 4 de febrer, 2000    | Socorro              | LINEAR                 |
| 103715 -               | 2000 CA91              | 6 de febrer, 2000    | Socorro              | LINEAR                 |
| 103716 -               | 2000 CK91              | 6 de febrer, 2000    | Socorro              | LINEAR                 |
| 103717 -               | 2000 CS91              | 6 de febrer, 2000    | Socorro              | LINEAR                 |
| 103718 -               | 2000 CV92              | 6 de febrer, 2000    | Socorro              | LINEAR                 |
| 103719 -               | 2000 CV93              | 8 de febrer, 2000    | Socorro              | LINEAR                 |
| 103720 -               | 2000 CF95              | 8 de febrer, 2000    | Socorro              | LINEAR                 |
| 103721 -               | 2000 CV95              | 10 de febrer, 2000   | Kitt Peak            | Spacewatch             |
| 103722 -               | 2000 CL96              | 11 de febrer, 2000   | Kitt Peak            | Spacewatch             |
| 103723 -               | 2000 CN96              | 11 de febrer, 2000   | Kitt Peak            | Spacewatch             |
| 103724 -               | 2000 CW96              | 6 de febrer, 2000    | Socorro              | LINEAR                 |
| 103725 -               | 2000 CF98              | 7 de febrer, 2000    | Kitt Peak            | Spacewatch             |
| 103726 -               | 2000 CR98              | 8 de febrer, 2000    | Kitt Peak            | Spacewatch             |
| 103727 -               | 2000 CF99              | 8 de febrer, 2000    | Kitt Peak            | Spacewatch             |
| 103728 -               | 2000 CZ99              | 10 de febrer, 2000   | Kitt Peak            | Spacewatch             |
| 103729 -               | 2000 CW100             | 12 de febrer, 2000   | Kitt Peak            | Spacewatch             |
| 103730 -               | 2000 CJ102             | 2 de febrer, 2000    | Socorro              | LINEAR                 |
| 103731 -               | 2000 CK102             | 2 de febrer, 2000    | Socorro              | LINEAR                 |
| 103732 -               | 2000 CO103             | 8 de febrer, 2000    | Socorro              | LINEAR                 |
| 103733 Bernardharris   | 2000 CD105             | 5 de febrer, 2000    | Kitt Peak            | M. W. Buie             |
| 103734 Winstonscott    | 2000 CO106             | 5 de febrer, 2000    | Kitt Peak            | M. W. Buie             |
| 103735 -               | 2000 CH108             | 5 de febrer, 2000    | Catalina             | CSS                    |
| 103736 -               | 2000 CQ108             | 5 de febrer, 2000    | Catalina             | CSS                    |
| 103737 Curbeam         | 2000 CU108             | 5 de febrer, 2000    | Kitt Peak            | M. W. Buie             |
| 103738 Stephaniewilson | 2000 CA110             | 5 de febrer, 2000    | Kitt Peak            | M. W. Buie             |
| 103739 Higginbotham    | 2000 CT110             | 6 de febrer, 2000    | Kitt Peak            | M. W. Buie             |
| 103740 Budinger        | 2000 CV110             | 6 de febrer, 2000    | Kitt Peak            | M. W. Buie             |
| 103741 -               | 2000 CA112             | 7 de febrer, 2000    | Catalina             | CSS                    |
| 103742 -               | 2000 CP112             | 7 de febrer, 2000    | Catalina             | CSS                    |
| 103743 -               | 2000 CS112             | 7 de febrer, 2000    | Catalina             | CSS                    |
| 103744 -               | 2000 CV112             | 7 de febrer, 2000    | Catalina             | CSS                    |
| 103745 -               | 2000 CC113             | 8 de febrer, 2000    | Kitt Peak            | Spacewatch             |
| 103746 -               | 2000 CK113             | 10 de febrer, 2000   | Kitt Peak            | Spacewatch             |
| 103747 -               | 2000 CT114             | 1 de febrer, 2000    | Catalina             | CSS                    |
| 103748 -               | 2000 CE115             | 2 de febrer, 2000    | Socorro              | LINEAR                 |
| 103749 -               | 2000 CO115             | 3 de febrer, 2000    | Socorro              | LINEAR                 |
| 103750 -               | 2000 CZ116             | 3 de febrer, 2000    | Socorro              | LINEAR                 |
| 103751 -               | 2000 CE117             | 2 de febrer, 2000    | Socorro              | LINEAR                 |
| 103752 -               | 2000 CM117             | 3 de febrer, 2000    | Socorro              | LINEAR                 |
| 103753 -               | 2000 CA118             | 3 de febrer, 2000    | Socorro              | LINEAR                 |
| 103754 -               | 2000 CP122             | 3 de febrer, 2000    | Socorro              | LINEAR                 |
| 103755 -               | 2000 CY123             | 3 de febrer, 2000    | Socorro              | LINEAR                 |
| 103756 -               | 2000 CH124             | 3 de febrer, 2000    | Socorro              | LINEAR                 |
| 103757 -               | 2000 CJ124             | 3 de febrer, 2000    | Socorro              | LINEAR                 |
| 103758 -               | 2000 CF125             | 3 de febrer, 2000    | Socorro              | LINEAR                 |
| 103759 -               | 2000 CG125             | 3 de febrer, 2000    | Socorro              | LINEAR                 |
| 103760 -               | 2000 CV125             | 3 de febrer, 2000    | Socorro              | LINEAR                 |
| 103761 -               | 2000 CV129             | 3 de febrer, 2000    | Kitt Peak            | Spacewatch             |
| 103762 -               | 2000 CP131             | 3 de febrer, 2000    | Kitt Peak            | Spacewatch             |
| 103763 -               | 2000 CP136             | 3 de febrer, 2000    | Kitt Peak            | Spacewatch             |
| 103764 -               | 2000 CY139             | 4 de febrer, 2000    | Kitt Peak            | Spacewatch             |
| 103765 -               | 2000 CZ139             | 4 de febrer, 2000    | Kitt Peak            | Spacewatch             |
| 103766 -               | 2000 CY141             | 3 de febrer, 2000    | Socorro              | LINEAR                 |
| 103767 -               | 2000 CK147             | 2 de febrer, 2000    | Kitt Peak            | Spacewatch             |
| 103768 -               | 2000 DO                | 23 de febrer, 2000   | Višnjan Observatory  | K. Korlević            |
| 103769 -               | 2000 DV                | 24 de febrer, 2000   | Oizumi               | T. Kobayashi           |
| 103770 Wilfriedlang    | 2000 DP1               | 26 de febrer, 2000   | Drebach              | J. Kandler, G. Lehmann |
| 103771 -               | 2000 DZ1               | 26 de febrer, 2000   | Kitt Peak            | Spacewatch             |
| 103772 -               | 2000 DD2               | 26 de febrer, 2000   | Kitt Peak            | Spacewatch             |
| 103773 -               | 2000 DH2               | 26 de febrer, 2000   | Kitt Peak            | Spacewatch             |
| 103774 -               | 2000 DA4               | 28 de febrer, 2000   | Socorro              | LINEAR                 |
| 103775 -               | 2000 DK4               | 28 de febrer, 2000   | Socorro              | LINEAR                 |
| 103776 -               | 2000 DV4               | 28 de febrer, 2000   | Socorro              | LINEAR                 |
| 103777 -               | 2000 DG5               | 28 de febrer, 2000   | Socorro              | LINEAR                 |
| 103778 -               | 2000 DH5               | 28 de febrer, 2000   | Socorro              | LINEAR                 |
| 103779 -               | 2000 DN5               | 24 de febrer, 2000   | Socorro              | LINEAR                 |
| 103780 -               | 2000 DO5               | 25 de febrer, 2000   | Socorro              | LINEAR                 |
| 103781 -               | 2000 DZ6               | 29 de febrer, 2000   | Oaxaca               | J. M. Roe              |
| 103782 -               | 2000 DJ7               | 29 de febrer, 2000   | Oizumi               | T. Kobayashi           |
| 103783 -               | 2000 DZ7               | 28 de febrer, 2000   | Kitt Peak            | Spacewatch             |
| 103784 -               | 2000 DA8               | 28 de febrer, 2000   | Kitt Peak            | Spacewatch             |
| 103785 -               | 2000 DQ8               | 27 de febrer, 2000   | Rock Finder          | W. K. Y. Yeung         |
| 103786 -               | 2000 DY8               | 26 de febrer, 2000   | Kitt Peak            | Spacewatch             |
| 103787 -               | 2000 DL9               | 26 de febrer, 2000   | Kitt Peak            | Spacewatch             |
| 103788 -               | 2000 DA10              | 26 de febrer, 2000   | Kitt Peak            | Spacewatch             |
| 103789 -               | 2000 DL10              | 26 de febrer, 2000   | Kitt Peak            | Spacewatch             |
| 103790 -               | 2000 DY10              | 26 de febrer, 2000   | Kitt Peak            | Spacewatch             |
| 103791 -               | 2000 DB11              | 26 de febrer, 2000   | Kitt Peak            | Spacewatch             |
| 103792 -               | 2000 DE11              | 26 de febrer, 2000   | Kitt Peak            | Spacewatch             |
| 103793 -               | 2000 DK11              | 27 de febrer, 2000   | Kitt Peak            | Spacewatch             |
| 103794 -               | 2000 DG12              | 27 de febrer, 2000   | Kitt Peak            | Spacewatch             |
| 103795 -               | 2000 DO12              | 27 de febrer, 2000   | Kitt Peak            | Spacewatch             |
| 103796 -               | 2000 DQ12              | 27 de febrer, 2000   | Kitt Peak            | Spacewatch             |
| 103797 -               | 2000 DR12              | 27 de febrer, 2000   | Kitt Peak            | Spacewatch             |
| 103798 -               | 2000 DH13              | 28 de febrer, 2000   | Kitt Peak            | Spacewatch             |
| 103799 -               | 2000 DN13              | 28 de febrer, 2000   | Kitt Peak            | Spacewatch             |
| 103800 -               | 2000 DO13              | 28 de febrer, 2000   | Kitt Peak            | Spacewatch             |